# 파울 요한 루트비히 폰 하이제
파울 요한 루트비히 폰 하이제(독일어: Paul Johann Ludwig von Heyse, 1830년 3월 15일 ~ 1914년 4월 2일)는 독일의 소설가·극작가이다. 베를린·뮌헨·본 등의 대학에서 공부한 뒤 작가 생활을 하였다. 120여 편에 달하는 단편 소설은 매우 뛰어나며, 이탈리아의 밝은 자연을 배경으로 한 아름다운 사랑을 그렸다. 장편 소설 《현세의 사람들》, 《낙원에서》 등도 극찬을 받았다. 희곡도 70여 편 썼으나, 폭이 넓은 반면 내용의 깊이가 부족하다고 한다. 1910년 노벨 문학상을 받았다. 84세의 나이로 평온하고 행복한 생애를 마쳤다. 작품에 《한스 랑케》, 《콜베르크》, 《안드레아 델핀》 등이 있다.